# 4К51 Рубеж
„Рубеж“ е мобилен ракетен противокорабен комплекс с малък обсег на действие, разработен в СССР. Обозначението на НАТО е SS-N-2 Styx.

## История
В края на 1960-те години съветските брегови ракетно-артилерийски войски БРАВ имат на разположение Брегови ракетен комплекс „Редут“ с голям обсег на действие, мощна бойна глава и тежка ракета. На бреговите войски бил нужен нов комплекс, по-мобилен и с по-малък обсег на ракетата.
Новата разработка започва в Конструктурско бюро „Радуга“ („Дъга“). Вместо тежка пускова установка е създаден сравнително малък и компактен ракетен контейнер „КТ-161“. За новия комплекс е избрана противокорабната тактическа ракета „П-15М Термит“. Пусковата установка е
разположена на високопроходимо шаси „МАЗ-543“ с колесна формула 8х8. Върху шасито е монтирана кабина за управление, радиолокационна станция „Харпун“ и въртяща се платформа с 2 контейнера „КТ-161“. В контейнерите са заредени 2 ракети „П-15“, едната с активен радиолокатор АЛР ГСН, другата с инфрачервена глава за насочване ИК ГСН.
СПУ „Рубеж“ е напълно самостоятелна бойна единица, пригодена за локализиране и поразяване на надводни цели. В развърнато положение антената на СПУ е на височина 7,3 м. Времето за бойна подготовка е 5 мин. Въведен е в експлоатация във ВМФ на СССР 22 октомври 1978 г.
| ТТДанни                          |                    |
| Колесна формула                  | 8х8                |
| Шаси                             | МАЗ-543 / МАЗ-543М |
| Тегло, кг                        | 40 000 – 40 900    |
| Дължина, м                       | 14.2               |
| Височина, м                      | 4.05               |
| Широчина, м                      | 2,97               |
| Брой ракети                      | 2                  |
| Боен разчет, души                | 6                  |
| Обсег на локализиране на цел, км | 10 – 20            |

## Ракета
Ракетата П-15М (П-21 / П-22) „Термит“ е подобрена преработка на П-15У с увеличена далечина на полета. Ракетата е снабдена с крила, развръщащи се след напускане на контейнера и Y-образен опашен стабилизатор с управление. Маршевият двигател е течен, 2-режимен; стартовият – с твърдо гориво, монтиран в задната долна част на ракетата.
Монтирана е инерциална навигационна система, работеща в маршеви полет в 2 режима – активна радиолокация и инфрачервено насочване. Главата за самонасочване (ГСН) се включва в завършващата част от полета. Бойната глава може да е конвенционална, с 513 кг заряд или ядрена с мощност 15 Кт. Маршевата височина на ракетата се задава преди полета.
| ТТДанни                             |                  |
| Далекобойност, км                   | 8 – 80           |
| Достигана височина в полет, м       | 25 – 50 -250     |
| Скорост при полет, М                | 0.9              |
| Дължина, м                          | 6,5              |
| Размах на крилете, м                | 1,69             |
| Маса при старт, кг                  | 2125             |
| Бойна глава                         | фугасна / ядрена |
| Маса на бойната глава, кг           | 513              |
| Мощност на ядрената бойна глава, кТ | 15               |
| Скорост, м/с                        | 320              |

## Действие на комплекса
СПУ „Рубеж“ е автономна бойна единица, способна сама да локализира и избере цел и да произведе изстрелване. Комплексът разполага със собствена РЛС и кодирана вътрешна връзка за комуникация.
След извеждане на бойна позиция следва развръщане на СПУ. Вдига се локационната антена и се обръща контейнерът в посоката за стрелба. Бойният разчет локализира целта и предава координатите на ракетата, след което следва изстрелване. След излизането си от контейнера ракетата стартира течногоривния си двигател и разтваря крила. С помощта на пусковия си двигател набира скорост и височина, след което той се разкача, а ракетата се снишава до необходимата височина с маршевия си двигател. Инерциалната система за управление води ракетата по курс, височина и скорост. При достигане до зоната на целта се включва самонасочвата глава, която прихваща обекта и води ракетата до него. Следва обръщане и пикиране под ъгъл около 80° към целта.

## Преимущества и недостатъци
Преимуществата на комплекса са пълната автономност (при заредени контейнери), времето за привеждане в бойна готовност (само 5 мин.), ниска височина на полет на ракетата и мощната бойна глава.
Недостатъци са: технически стара ракета, голяма маса на заредена СПУ. Въпреки това „Рубеж“ остава бойна единица, способна да покрие крайбрежната зона в случай на опасност.

## Оператори
Комплексът се произвежда до 1989 г. Въведен е в много страни от бившата Организация на Варшавския договор – ГДР, България, Полша, Румъния, както и в Куба и др.